# Demolition Man (Grace Jones)
Demolition Man è una canzone scritta da Sting, incisa inizialmente dalla cantante giamaicana Grace Jones come singolo nel marzo 1981 e poi inclusa nel suo album Nightclubbing pubblicato a maggio dello stesso anno.
Sting interpretò il proprio brano con The Police nell'album Ghost in the Machine uscito nell'ottobre 1981, quindi di nuovo come solista nel 1993.
Come spiegato da Sting in un'intervista del 2000, il verso: I'm a three-line whip, spesso interpretato come allusione al sadomasochismo per l'uso del termine whip (frustino), è in realtà un'espressione mutuata dal regolamento del parlamento britannico e sta a indicare un'istruzione di voto molto vincolante fornita da un capogruppo parlamentare ai membri del proprio partito.

## Versione di Grace Jones

### Tracce
- 7" Single[3][4]

1. Demolition Man – 3:31
2. Warm Leatherette – 4:25

- 12" Single[5][6]

1. Demolition Man – 4:56
2. Bullshit – 5:18

## Versione dei Police
Poco dopo la pubblicazione del singolo di Grace Jones, i Police hanno registrato la loro versione della canzone per l'album Ghost in the Machine pubblicato nell'ottobre del 1981. Essa si contraddistingue per una lunga coda strumentale che include un assolo di chitarra di Andy Summers.

## Versione di Sting
Anche come artista solista Sting incise un rifacimento del suo brano, includendola nell'omonimo EP pubblicato nel 1993 in contemporanea con l'uscita del film Demolition Man di Marco Brambilla (1993), nel quale la canzone accompagna i titoli di coda.